# Casalmaggiore
Casalmaggiore est une commune italienne de la province de Crémone, dans la région Lombardie.

## Histoire
1647 : prise de Casalmaggiore par les troupes françaises durant la guerre de Trente Ans.

## Administration
| Période                                  | Période | Identité            | Étiquette                      | Qualité |
| ---------------------------------------- | ------- | ------------------- | ------------------------------ | ------- |
| 1999                                     | 2004    | Luciano Toscani     | liste civique du centre gauche | Maire   |
| 2004                                     | 2009    | Luciano Toscani     | liste civique du centre gauche | Maire   |
| 2009                                     | 2014    | Claudio Silla       | liste civique du centre gauche | Maire   |
| 2014                                     | actuel  | Filippo Bongiovanni | liste civique du centre droit  | Maire   |
| Les données manquantes sont à compléter. |         |                     |                                |         |

### Hameaux
Agoiolo, Camminata, Cappella, Casalbellotto, Fossacaprara, Motta S.Fermo, Quattrocase, Roncadello, Valle, Vicobellignano, Vicoboneghisio, Vicomoscano.

### Communes limitrophes
Casteldidone, Colorno, Martignana di Po, Mezzani, Rivarolo del Re ed Uniti, Sabbioneta, Viadana

## Personnalités
- Guglielmo Quarenghi (1826-1882), violoncelliste et compositeur.
- Francesco Fontana (1750-1822), cardinal.
- Gianluca Farina (1962-), champion olympique d'aviron.
- Simone Raineri (1977-), champion olympique d'aviron.

## Sport
- VBC Casalmaggiore